# 下石碑
下石碑，又寫為下石牌，是臺灣臺中市西屯區的一個傳統地域名稱，位於該區東部。相較於今日行政區，其範圍大致包括鵬程里東南端、大石里南半部、大福里、大鵬里、大河里，以及北屯區新平里西大半葉的最南端。

## 歷史
台灣清治末期至日治初期，下石碑地區為一街庄，稱為「下石碑庄」，隸屬於捒東下堡。該庄北及東北與陳平庄為鄰，東邊一小段與四張犁街為鄰，東南邊及南邊為何厝庄，西邊及西北邊為上石碑庄。
1901年（日治明治三十四年）11月，全台廢縣廳改設二十廳，該庄隸屬於臺中廳。1903年（明治三十六年）6月，該庄編入「西大墩區」，隸屬於臺中廳。1909年（明治四十二年）10月，合併二十廳為十二廳，西大墩區隸屬不變。1920年（大正九年），全台地方制度大改正，廢十二廳改設五州二廳，該庄改制為「下石碑」大字，隸屬於臺中州大屯郡西屯庄。
戰後西屯庄改制為西屯鄉，隸屬於臺中縣，大字亦改制為村。1947年2月，西屯鄉併入臺中市改稱西屯區，村亦改制為里。1950年10月，中、彰、投分治，西屯區仍隸屬臺中市。2010年12月，臺中縣市合併為直轄臺中市，西屯區隸屬不變。

## 聚落
本地區發展較早的聚落有下石牌（下石碑）、新厝仔，在日治期初期的官方地圖上已有記載。此外，本地區尚有大豐新村、陸光七村、忠誠社區等聚落。

## 交通
省道台1乙線（中清路二段）是大雅至大肚區王田的幹道，大致以北北西—南南東走向經過本地區東部邊界外不遠處。由該道路向北北西經省道台74線、國道1號大雅交流道可前往大雅市區並止於省道台10線路口，向南南東可前往台中市區西部、烏日並止於國道1號王田交流道南側的省道台1線路口。

## 學校
- 大鵬國小